# Knard
Knard ist eine Kinder-App für iOS und Android, die im Februar 2015 veröffentlicht wurde.
Die App erzählt die Geschichte eines Waldgnoms in Reimform, das Format der App entspricht einem multimedialen E-Book.
Die App wurde 2015 mit dem deutschen Kindersoftwarepreis TOMMI (Sonderpreis Kindergarten und Vorschule) ausgezeichnet.

## Handlung
Am Rande einer kriegerischen Welt lebt der arglose Waldgnom Knard, fernab von den sich im ständigen Streit befindlichen Völkern der Trolle, Ritter und Zauberer. Erst als deren Auseinandersetzungen in der Entstehung einer alles vernichtenden Waffe gipfeln, die selbst vor ihren Erschaffern nicht Halt macht, wird Knards friedliche Welt vom Krieg berührt.
Als seine Heimat zerstört wird, macht er sich auf, die Schuldigen zu finden – nicht, weil er sich durch Furchtlosigkeit und Selbstbewusstsein auszeichnet –, sondern indem er, angetrieben durch Freundschaft und Gerechtigkeitssinn, seine eigenen Ängste überwindet. Knard ist kein Held, der Kriege gewinnt, sondern einer, der sie verhindert.
So gewinnt Knard das Vertrauen der jüngsten Kinder der drei Völker, die ihm ihre magischen Steine vermachen, denn nur mit diesen kann Knard die Vernichtung der Welt abwenden und den Völkern Frieden schenken. Und nur den jüngsten Kindern aller Völker, so schließt das Buch, obliegt es, diesen Frieden auch zu wahren.

## Produktionsnotizen
Beim Sprecher der App handelt es sich um den Synchronsprecher Thomas Rauscher.

## Rezeption
Knard wurde von der Computer-Fachpresse, Eltern-Magazinen und Pädagogen gleichermaßen positiv aufgenommen: Die Zeitschrift MacLife urteilte „App der Woche“, die Rezension des Computermagazins Chip beschreibt die Nähe zum analogen Buch („Bringt Kinderbücher auf grandiose Art und Weise in die digitale Welt“). Das Nido Magazin beschreibt die „tolle[n] Illustrationen“ sowie die „angenehme Erzählstimme“. Die Zentrale für Unterrichtsmedien im Internet bewertet die App als „außergewöhnlich und überzeugend“ und empfiehlt ihren Einsatz in Schulen.